# アーサー・ジョーンズ＝ウィリアムズ
アーサー・ジョーンズ＝ウィリアムズ（Arthur Gordon Jones-Williams、1898年10月6日 - 1929年12月17日）はイギリスのパイロットである。1929年に無着陸長距離飛行の記録に挑戦した。
ブリティッシュ・コロンビアに生まれた。1919年にイギリス陸軍航空隊に召集され、1917年にニューポール戦闘機のパイロットとなった。4月にアルバトロスを撃墜したのに始まり第一次世界大戦で11機の撃墜を記録した。
大戦後もイギリス空軍にとどまり、1923年からテスト・パイロットとなった。1929年4月24日、ノーマン・H・ジェンキンスとともにフェアリー長距離単葉機で、イギリスのクランウェルからカラチまでの6,646 kmを50時間48分で飛行した。この飛行でイギリス飛行クラブ金賞を受賞した。1929年12月17日、無着陸飛行の記録をのばすために、クランウェルから南アフリカまでの飛行に挑戦したがチュニジアを飛行中に悪天候に遭遇し、高度計の故障により、Djebel-Zit近くの山地に衝突し、ジョーンズ＝ウィリアムズとジェンキンスは死亡した。